# Gösta Hallberg-Cuula
Gösta Hallberg-Cuula (ur. 4 listopada 1912 w Sztokholmie, zm. 14 kwietnia 1942 w rejonie Jandeba) – szwedzki działacz faszystowski, ochotnik w fińskiej armii podczas II wojny światowej.
Z zawodu był dziennikarzem. W latach 30. był członkiem szwedzkiej faszystowskiej Narodowo-Socjalistycznej Partii Robotniczej (NSAP). Pełnił funkcję szefa propagandy. Podczas wojny zimowej pomiędzy Finlandią i ZSRR w latach 1939–1940 wstąpił ochotniczo do fińskiej armii jako szeregowiec. Doszedł do stopnia porucznika rezerwy. Był ranny, stracił oko, ale powrócił na front. Został odznaczony wieloma medalami, w tym Krzyżem Wyzwolenia Finlandii. Następnie powrócił do Szwecji. Podczas wojny kontynuacyjnej 1941-1944 ponownie zaciągnął się do fińskiej armii. Dowodził plutonem Szwedzkiego Batalionu Ochotniczego w składzie fińskiego 55 Pułku Piechoty, walczącego na Półwyspie Hanko. Od stycznia 1942 r. dowodził Szwedzką Kompanią Ochotniczą. Zginął 14 kwietnia w wyniku wybuchu miny. 9 maja pochowano go na cmentarzu w Sztokholmie. Po zakończeniu wojny został okrzyknięty męczennikiem przez szwedzkich nacjonalistów.